# Batalla de Cebollas
La batalla del páramo de Cebollas o del Alto de Cebollas fue un enfrentamiento armado entre las tropas patriotas de Cundinamarca al mando del general Antonio Nariño y las tropas realistas asentadas en la ciudad de San Juan de Pasto y que eran comandadas por Melchor Aymerich. Tuvo lugar el 4 de mayo de 1814 como parte de la campaña de Nariño en el sur, formó parte de la guerra de Independencia de Colombia: La batalla terminó con la retirada de los realistas que fueron a reorganizar sus filas a Tacines, dejando el camino abierto para los patriotas hacia las tres rutas que conducían a la ciudad de Pasto.

## Antecedentes
En la batalla anterior los realistas se enfrentaron a los patriotas en el curso del río Juanambú, en una lucha que se extendió por dos semanas hasta la apertura definitiva de la ruta hacia Pasto el 28 de abril. La marcha del ejército independentista al sur del país continuaba, pero se detuvo el 4 de mayo de 1814 para dar paso a la batalla del cerro de Cebollas, un alto que era paso obligado en el camino a Pasto, en donde los realistas preparon un ataque sorpresa.

## Desarrollo
La lucha comenzó con la orden de ataque de los patriotas, debiendo atravesar un cerro donde los realistas preparaban una emboscada que fue descubierta a tiempo, pero se encontraban muy bien atrincherados y protegidos en la boscosa montaña, la cual era en parte inaccesible. Los patriotas perdieron más de 100 soldados, luego del esfuerzo de muchos oficiales y unidades por llegar a la cima se emprendió la retirada, Nariño la detuvo y luego de un gran esfuerzo estratégico logró desocupar la cumbre y ganarle la posición a los realistas. Tras esta hazaña Aymerich se retiró a reorganizar sus filas en Tacines

## Consecuencias
Después de la huida de los españoles hacia Tacines, los patriotas marcharon en un terreno muy difícil y con condiciones precarias de un ejército regular, la zona ocupada era enteramente enemiga y llena de guerrillas que hostigaban al ejército independentista. La siguiente decisión consistía en qué camino tomar para avanzar a la ciudad, el de la derecha por la montaña de Meneses, al centro por Tacines, y a la izquierda por el pueblo del Rosal del Monte. La marcha de realizaría por el centro. En el ejército se escuchaban rumores de retirada y de que algunos oficiales aconsejaban retirarse a Popayán. Sabiendo esto, Nariño organizó una reunión de altos mandos en la Hacienda Chacapamba frente al cerro donde ocurrió el combate, donde desprestigió a los oficiales que no confiaron en el triunfo y preferían la retirada, degradándolos a soldados rasos y declarándolos cobardes. Mientras tanto los realistas esperaban en el cerro de Tacines preparados para contener la entrada hacia Pasto.